# Borkonstia
Borkonstia é um género botânico pertencente à família Asteraceae.
O género foi descrito por Mikhail S. Ignatov  e publicado em Byulleten' Moskovskogo Obshchestva Ispytatelei Prirody, Otdel Biologicheskii 88(5): 105. 1983.
A base de dados Tropicos indica este género como sinónimo de Rhinactinidia A base de dados The Plant List coloca as quatro espécies descritas neste género em Rhinactinidia, sendo elas:
- Rhinactinidia eremophila (Bunge) Novopokr. ex Botsch.
- Rhinactinidia limoniifolia (Less.) Novopokr. ex Botsch.
- Rhinactinidia novopokrovskyi (Krasch. & Iljin) Novopokr. ex Botsch.
- Rhinactinidia popovii (Botsch.) Botsch.

O Germplasm Resources Information Network assinala ao género como possível sinónimo de Aster.
O sistema de classificação filogenética Angiosperm Phylogeny Website coloca o género como sinónimo de Aster.